# Michael Rodgers
Michael Rodgers, född den 24 april 1985, är en amerikansk friidrottare som tävlar i kortdistanslöpning.
Rodgers deltog vid inomhus-VM 2008 där han blev fyra på 60 meter. Under 2008 sänkte han sitt personliga rekord på 100 meter till under 10 sekunder, då han sprang på 9,94 vid amerikanska uttagningarna till VM i Berlin. Väl i Berlin blev han utslagen i semifinalen på 100 meter då han sprang på 10,04. Vid inomhus-VM 2010 sprang Rodgers hem en silvermedalj på 60 meter.

## Personliga rekord
- 100 meter - 9,85 (2011)
- 200 meter - 20,24 (2009)